# کارلایل (اکلاهما)
کارلایل(به انگلیسی: Carlisle) شهری در ایالت اکلاهما کشور ایالات متحده آمریکا است که جمعیت آن در سرشماری سال ۲۰۱۰ میلادی، ۶۰۶ نفر بوده‌است.